# Kris Welham

a Compétitions nationales et continentales officielles uniquement.

Kris Welham, né le 10 mars 1987 à Kingston upon Hull (Angleterre), est un joueur de rugby à XIII anglais évoluant au poste de centre dans les années 2000 et 2010. Il fait ses débuts professionnels avec Hull KR en Super League en 2006. Il y joue une finale de Challenge Cup en 2015 perdue contre Leeds. Il part une saison à Bradford en 2016 en Championship puis s'engage en 2017 à Salford étant l'un des artisans de la grande saison 2019 qui voit Salford se qualifier en finale de la Super League.

## Palmarès
- Collectif :
  - Finaliste de la Super League : 2019 (Salford).
  - Finaliste de la Challenge Cup : 2015 (Hull KR) et 2020 (Salford).
  - Finaliste du Championship : 2021 (Featherstone).

### Statistiques
| Saison | Club               | Compétition  | Matchs | Points | Essais | Goals | Drops |
| ------ | ------------------ | ------------ | ------ | ------ | ------ | ----- | ----- |
| 2007   | Hull KR            | Super League | 1      | 4      | 1      | 0     | 0     |
| 2008   | Hull KR            | Super League | 12     | 20     | 5      | 0     | 0     |
| 2009   | Hull KR            | Super League | 29     | 52     | 13     | 0     | 0     |
| 2010   | Hull KR            | Super League | 22     | 56     | 14     | 0     | 0     |
| 2011   | Hull KR            | Super League | 28     | 98     | 24     | 1     | 0     |
| 2012   | Hull KR            | Super League | 18     | 52     | 13     | 0     | 0     |
| 2013   | Hull KR            | Super League | 13     | 24     | 6      | 0     | 0     |
| 2014   | Hull KR            | Super League | 24     | 28     | 7      | 0     | 0     |
| 2015   | Hull KR            | Super League | 26     | 50     | 12     | 1     | 0     |
| 2016   | Bradford Bulls     | Championship | 29     | 120    | 30     | 0     | 0     |
| 2017   | Salford Red Devils | Super League | 25     | 44     | 11     | 0     | 0     |
| 2018   | Salford Red Devils | Super League | 17     | 24     | 6      | 0     | 0     |
| 2019   | Salford Red Devils | Super League | 29     | 36     | 9      | 0     | 0     |